# Монумент Матери
Монуме́нт Ма́тери (чув. Управçă Анне палăкĕ; также Монумент Матери-Покровительнице) — произведение монументального искусства, расположенное в исторической части города Чебоксары, на древнем холме к которому ведут 99 ступенек, с западной стороны примыкающем к Чебоксарскому заливу.
Возведено по инициативе первого президента Чувашской Республики Н. В. Фёдорова и согласно его идее «посвящено женщине-матери».

## История
Является одной из доминант города Чебоксары, символом столицы Чувашской Республики и всей республики в целом. Высота статуи превышает все созданные прежде в Чувашии монументы и вместе с постаментом составляет 46 метров. На табличке, прикреплённой внизу постамента, на двух языках написана фраза «Благословенны дети мои, живущие в мире и любви» (чув. «Килӗшӳпе юратура пурӑнакан ачамсем пиллӗхлӗ»).
Проект статуи разработан согласно идее и замыслу первого президента Чувашии Н. В. Фёдорова, который рассказывал: «Я увидел во сне свою мать. Она стояла на берегу залива, и мне пришла мысль увековечить память обо всех матерях, о матери Чувашии».
Для строительства монумента по инициативе творческой интеллигенции, общественности и ряда организаций Чувашской Республики создан благотворительный фонд. 
В заключительном этапе строительства монументального комплекса принимали участие курсанты военной кафедры Чувашского государственного университета имени И. Н. Ульянова.
Монумент был открыт и освящён митрополитом Чебоксарским и Чувашским Варнавой 9 мая 2003 года.

## Скульптор
Монумент Матери — одно из произведений скульптора В. П. Нагорнова, работавшего в соавторстве с А. А. Трофимовым (научный консультант), архитекторами В. А. Филатовым, Ю. М. Новосёловым и А. Б. Орешниковым.

## Отзывы и конфликты
Бывший настоятель храма Успения Пресвятой Богородицы в городе Чебоксары иерей Андрей Берман обвинил митрополита Чебоксарского и Чувашского Варнаву (Кедрова) в грехе идолопоклонства за освящение митрополитом монумента.
Атнер Хузангай: «монумент Матери какой-то грубый, на мой взгляд. Руки у женщины странно раздвинуты… Когда рядом стоишь, впечатления не очень приятные. Чтобы эта грубость ушла, его нужно было поднять ещё на метров 15. Но, говорят, церковь воспротивилась этому: памятник не должен был быть выше кафедрального Введенского собора. Сама идея памятника хорошая. Думаю, искусствовед Алексей Александрович Трофимов её продвигал».